# Inks Lake
Der Inks Lake ist ein vom Roy-Inks-Damm aufgestauter See in den Countys Llano und Burnet im Texas Hill Country. Seine Staumauer liegt nur 4 Meilen stromabwärts vom weitaus größeren Lake Buchanan. Der See ist einer von sechs großen Texas Highland Lakes genannten Stauseen am texanischen Colorado River der Lower Colorado River Authority, er dient hauptsächlich als Nebensee für den Lake Buchanan. Zusammen mit diesem bildet der Inks Lake ein Pumpspeicherkraftwerk mit einer Pumpleistung von 840 Kubikfuß/s (~23,8 m³/s). Daneben verfügt der Roy-Inks-Damm über einen kleinen – den kleinsten aller Texas Highland Lakes – hydroelektrischen Generator mit einer Nennleistung von 12.500 kW. Sein Wasserstand wird in der Regel auch während anhaltenden Trockenheiten konstant gehalten, lediglich bei starken Hochwasserereignissen dient er zudem als Zusatzstaubecken.
Der Damm wurde 1936–38 errichtet, die Produktion von elektrischem Strom begann im Juni 1938. See und Damm sind nach Roy B. Inks, einem Direktor des Boards der Lower Colorado River Authority benannt.

## State Park
Um den See ist der Inks Lake State Park gelegen, er ist 1201 acre (≈4,9 km²) groß und dient der Erholung in der Naturlandschaft. Das Gebiet wurde 1940 von der Lower Colorado River Authority erworben und 1950 als State Park für die Öffentlichkeit zugänglich gemacht.